# Краткая литературная энциклопедия
«Кра́ткая литерату́рная энциклопе́дия» (сокращённо КЛЭ) — литературная энциклопедия в 9 томах, вышедшая в издательстве «Советская энциклопедия» в 1962—1978 годах. Основные 8 томов вышли в 1962—1975, дополнительный 9-й том — в 1978.
В энциклопедии более 12 тысяч авторских статей (персоналии писателей, обзоры периодов, характеристики литературных терминов, течений, литературных группировок, литературоведения и прессы и т. п.); алфавитный указатель насчитывает около 35 000 имён, названий и терминов. Тираж — 100 000 экз.
Главным редактором значился секретарь СП СССР Алексей Сурков, фактически же руководство изданием осуществляли заместитель главного редактора Владимир Жданов, а с 1969 года сменивший его на этом посту А. Ф. Ермаков.
В состав редколлегии входили в разные годы Александр Аникст, Виктор Виноградов, Николай Гудзий, Дмитрий Лихачёв, Леонид Тимофеев, Юлиан Оксман и другие. Среди авторов были Сергей Аверинцев, Аркадий Белинков, Абрам Белкин, Михаил Гаспаров, Леонид Гроссман, Елеазар Мелетинский, Олег Михайлов, Ирина Роднянская и многие другие.
В предисловии к первому тому сказано, что энциклопедия названа краткой, поскольку «не является исчерпывающим сводом литературных знаний» и что создание фундаментальной литературной энциклопедии — «дело будущего», однако более полная литературная энциклопедия впоследствии так и не была издана.
В целом это «тщательно подготовленное и высокопрофессиональное издание».

## Состав томов
- Том 1. Аарне — Гаврилов. 1962. 1088 стб.
- Том 2. Гаврилюк — Зюльфигар Ширвани. 1964. 1056 стб.
- Том 3. Иаков — Лакснесс. 1966. 976 стб.
- Том 4. Лакшин — Мураново. 1967. 1024 стб.
- Том 5. Мурари — Припев. 1968. 976 стб.
- Том 6. Присказка — «Советская Россия». 1971. 1040 стб.
- Том 7. «Советская Украина» — Флиаки. 1972. 1008 стб.
- Том 8. Флобер — Яшпал. 1975. 1136 стб.
- Том 9 (дополнительный). 1978. 970 стб. Том ориентирован прежде всего на литературные явления 1960—1970-х годов. Том завершается предметно-именным указателем ко всей энциклопедии.

Девятый том был знаменит тем, что в него вошли статьи о писателях, первоначально исключённых из словника по идеологическим соображениям, прежде всего о представителях нереалистических течений в советской литературе (Константин Вагинов, Александр Введенский) и первой эмиграции (Георгий Адамович, Дон-Аминадо, Николай Евреинов).
В указателе отсутствуют имена эмигрантов 1970-х годов, даже тех, кому посвящены отдельные статьи в предыдущих томах энциклопедии (Александр Галич, Владимир Максимов, Виктор Некрасов).

## Редакционная коллегия
Первоначальный состав (1962)
- А. А. Сурков (главный редактор)
- Х. Ш. Абдусаматов
- А. А. Аникст
- И. С. Брагинский
- В. В. Виноградов
- П. Ф. Глебка
- А. П. Григулис
- Н. К. Гудзий
- Мамед Ариф Дадаш-заде
- А. Г. Дементьев
- В. Д. Жгенти
- В. В. Жданов (заместитель главного редактора, инициатор и фактический руководитель проекта)
- М. Каратаев
- А. Кекилов
- К. П. Корсакас
- В. Н. Кутейщикова
- А. П. Лупан
- Н. А. Масуми
- Т. Л. Мотылёва
- С. В. Никольский
- Ю. Г. Оксман
- Э. Я. Сыгель
- Л. И. Тимофеев
- А. Токомбаев
- Э. С. Топчян (1911—1975)
- Н. З. Шамота